# Selçuklu
Selçuklu es un distrito de la provincia de Konya en la región de Anatolia Central de Turquía . Selçuklu es uno de los distritos centrales de Konya junto con los distritos de Karatay y Meram . Según el censo de 2000, la población del distrito es de 348.329 habitantes, de los cuales 327.627 viven en el centro urbano de Selçuklu. Según el sitio web oficial del distrito, la población del distrito es de 682.514 personas, en 2021 El jardín de mariposas tropicales de Konya, inaugurado en 2015, es una importante atracción turística.